# Reborn (MMORPG)
Reborn — free-to-play MMORPG в стиле фэнтези, разработанная китайской студией UTGames. На территории СНГ оперировалась Нивалом (zzima.com) c 2013 года до закрытия zzima.com в 2016 году по партнерскому соглашению с компанией GameNet. Игроки управляют скандинавскими богами, есть четыре класса персонажей — воин, стрелок, маг и бард. Есть полуавтоматическая прокачка персонажа. Похожа на игру Blood&Soul. Есть кланы, массовые PvP. Действие происходит в мире Асгард.